# Copa peruana de futbol
La Copa peruana de futbol és la màxima competició per eliminatòries peruana de futbol per a clubs.
Històricament mai ha existit una Copa Nacional, una Copa de la Lliga o una Supercopa de futbol al Perú que es disputés de forma recurrent. No obstant, en diverses ocasions, organismes oficials com l'Asociación Deportiva de Fútbol Profesional i la Federació Peruana de Futbol han organitzat competicions que poden ser considerades copes o supercopes domèstiques.

## Història
Des de 1912, amb l'inici de la Primera Divisió organitzada per la Liga Peruana de Foot-Ball gairebé mai no es va comptar amb un sistema de lligues que inclogués la disputa d'una copa domèstica que possibilités enfrontaments entre equips de les divisionals existents, encara que sí que va haver temporades on es van organitzar copes en paral·lel. En general en aquestes copes només participaven equips de Primera Divisió, encara que en algunes ocasions van participar clubs de diferents categories. Aquestes competicions de copa es diferencien dels tornejos curts perquè no estan incloses dins del Campionat de Lliga que es disputa anualment.
Una de les competicions del passat més rellevant fou la Copa del Inca, disputada durant els anys 2010.
A partir de 2019, la Federació Peruana de Futbol, mitjançant la Lliga de Futbol Professional, va decidir la creació d'una competició de copa domèstica anomenada Copa Bicentenari, la qual reuní equips de les dues màximes divisions del futbol peruà, anomenades com a Lliga 1 i Lliga 2. Aquesta nova competició només arribà al final en dues temporades, deixant el país orfe de copa domèstica des de 2021.

## Historial

### Copa
| 1928 | Copa de Liga del Perú           | Alianza Lima                                               | 3-0                                                        | Circolo Sportivo Italiano                                  | Lima                                                       |               |        |        |        |
| 1970 | Copa Presidente de la República | Universitario                                              | 4-0                                                        | FBC Melgar                                                 | Lima                                                       | [ 10 ]        |        |        |        |
| 1989 | Torneo Plácido Galindo          | Defensor Lima                                              | 1-1, 1-1 (5-4 p)                                           | Universitario                                              | Lima, Lima                                                 |               |        |        |        |
| 1993 | Torneo Intermedio               | Deportivo Municipal                                        | 2-2 (4-3 p)                                                | Deportivo Sipesa                                           | Lima                                                       | [ 11 ] [ 12 ] |        |        |        |
| 2011 | Torneo Intermedio-Copa del Inca | José Gálvez                                                | 1-1, 6-2                                                   | Sport Ancash                                               | Huaraz, Chimbote                                           |               |        |        |        |
| 2014 | Torneo del Inca                 | Alianza Lima                                               | 3-3 (prò.) (5-3 p)                                         | Universidad San Martín                                     | Callao                                                     | [ 3 ] [ 13 ]  |        |        |        |
| 2015 | Torneo del Inca                 | Universidad César Vallejo                                  | 3-1                                                        | Alianza Lima                                               | Lima                                                       |               |        |        |        |
| 2019 | Copa Bicentenario               | Atlético Grau                                              | 0-0 (prò.) (4-3 p)                                         | Sport Huancayo                                             | Callao                                                     | [ 14 ]        |        |        |        |
| 2020 | Copa Bicentenario               | Competició suspesa per la pandèmia de la COVID-19          | Competició suspesa per la pandèmia de la COVID-19          | Competició suspesa per la pandèmia de la COVID-19          | Competició suspesa per la pandèmia de la COVID-19          | [ 15 ]        |        |        |        |
| 2021 | Copa Bicentenario               | Sporting Cristal                                           | 2-1                                                        | Carlos A. Mannucci                                         | Lima                                                       |               |        |        |        |
| 2022 | Copa Bicentenario               | Cancel·lada per decisió de la Federació Peruana de Futbol. | Cancel·lada per decisió de la Federació Peruana de Futbol. | Cancel·lada per decisió de la Federació Peruana de Futbol. | Cancel·lada per decisió de la Federació Peruana de Futbol. | [ 16 ]        | [ 16 ] | [ 16 ] | [ 16 ] |
| 2023 | Copa Bicentenario               | Cancel·lada per decisió de la Federació Peruana de Futbol. | Cancel·lada per decisió de la Federació Peruana de Futbol. | Cancel·lada per decisió de la Federació Peruana de Futbol. | Cancel·lada per decisió de la Federació Peruana de Futbol. | [ 16 ]        | [ 16 ] | [ 16 ] | [ 16 ] |
| 2024 | Copa Bicentenario               | Cancel·lada per decisió de la Federació Peruana de Futbol. | Cancel·lada per decisió de la Federació Peruana de Futbol. | Cancel·lada per decisió de la Federació Peruana de Futbol. | Cancel·lada per decisió de la Federació Peruana de Futbol. | [ 16 ]        | [ 16 ] | [ 16 ] | [ 16 ] |
| 2025 | Copa de la Liga Peruana         |                                                            |                                                            |                                                            |                                                            |               |        |        |        |

### Supercopa
| Temporada | Nom                        | Campió                                                                                  | Resultat                                                                                | Finalista                                                                               | Seu                                                                                     | Refs          |
| --------- | -------------------------- | --------------------------------------------------------------------------------------- | --------------------------------------------------------------------------------------- | --------------------------------------------------------------------------------------- | --------------------------------------------------------------------------------------- | ------------- |
| 1919      | Copa de Campeones del Perú | Alianza Lima                                                                            | 2-0                                                                                     | Jorge Chávez Nr. 1                                                                      | Lima                                                                                    | [ 17 ]        |
| 2012      | Copa Federación            | José Gálvez                                                                             | 1-0                                                                                     | Juan Aurich                                                                             | Chimbote                                                                                | [ 18 ]        |
| 2020      | Supercopa Peruana          | Atlético Grau                                                                           | 3-0                                                                                     | Deportivo Binacional                                                                    | Callao                                                                                  | [ 19 ]        |
| 2021      | Supercopa Peruana          | Cancel·lada per la pandèmia de la COVID-19, no hi havia campió de la Copa Bicentenario. | Cancel·lada per la pandèmia de la COVID-19, no hi havia campió de la Copa Bicentenario. | Cancel·lada per la pandèmia de la COVID-19, no hi havia campió de la Copa Bicentenario. | Cancel·lada per la pandèmia de la COVID-19, no hi havia campió de la Copa Bicentenario. | [ 15 ]        |
| 2022      | Supercopa Peruana          | Cancel·lada per decisió de la Federació Peruana de Futbol.                              | Cancel·lada per decisió de la Federació Peruana de Futbol.                              | Cancel·lada per decisió de la Federació Peruana de Futbol.                              | Cancel·lada per decisió de la Federació Peruana de Futbol.                              | [ 20 ] [ 21 ] |